# انجمن مبلغان لندن

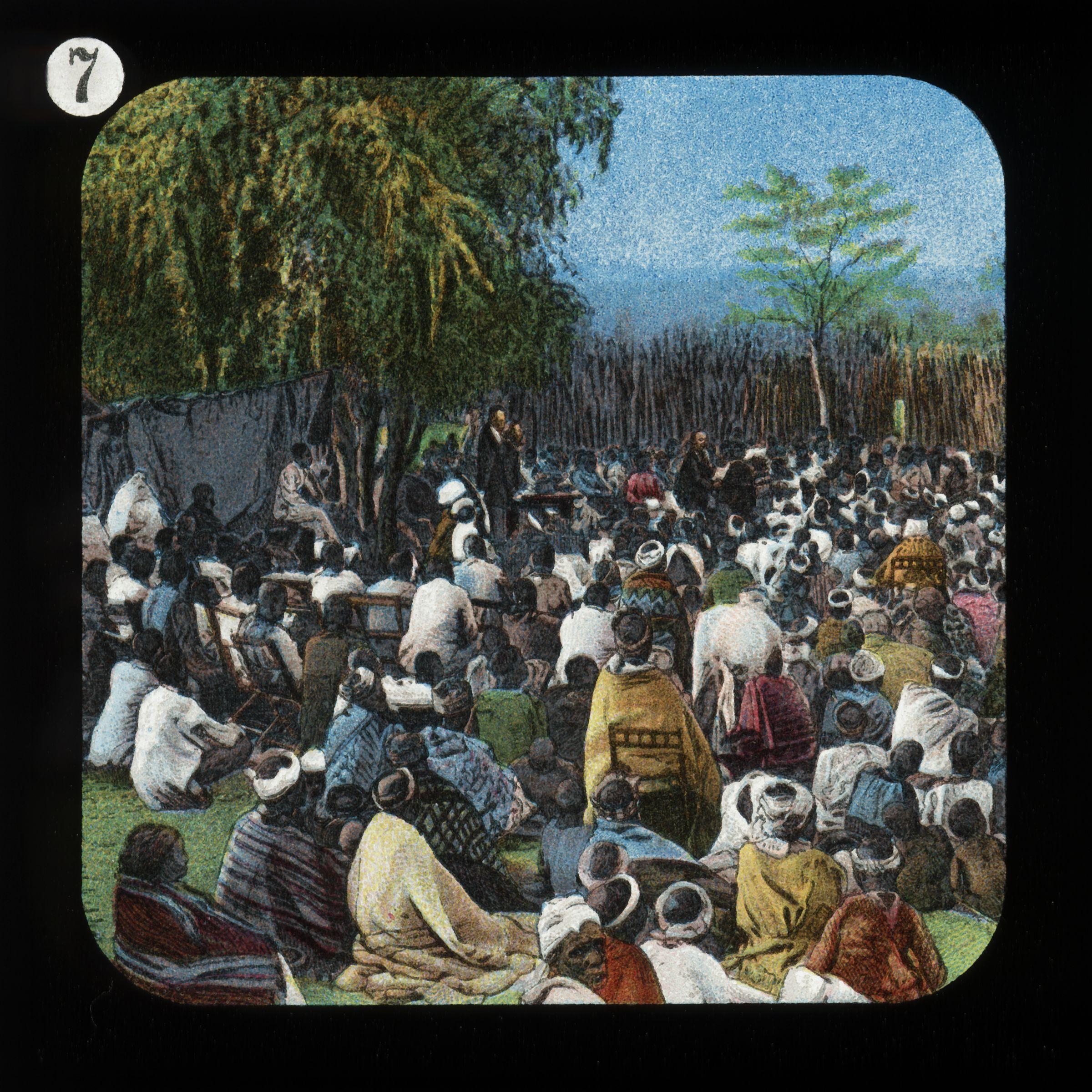
در حدود سال ۱۹۰۰، انجمن مبلغان لندن مجموعه‌ای از اسلایدهای فانوس جادو تولید کرد، از جمله این اسلایدها، این اسلاید است که تلاش‌های مبلغ دیوید لیوینگستون (کاشف) را به تصویر می‌کشد.

انجمن مبلغان لندن (انگلیسی: London Missionary Society) یک جامعه مبلغ مذهبی مسیحیت انجیلی بود که در انگلستان در سال ۱۷۹۵ به تحریک ادوارد ویلیامز وزیر جماعت ولز تشکیل شد.